# Булгаково (Бузулукский район)
Булга́ково — село в Бузулукском районе Оренбургской области России. Входит в состав Краснослободского сельсовета.

## География
Село находится в западной части Оренбургской области, в пределах возвышенности Общий Сырт, в степной зоне, на берегах реки Нечайка, на расстоянии примерно 48 км (по прямой) к северо-востоку от города Бузулук. Абсолютная высота — 204 м над уровнем моря.
Климат
Климат характеризуется как резко континентальный с морозной суровой зимой и жарким сухим летом. Среднегодовая температура составляет 4 °C. Средняя температура воздуха самого тёплого месяца (июля) — 21,9 °C; самого холодного (января) — −14,8 °C (абсолютный минимум — −43 °C). Безморозный период длится в течение 142 дней в году. Среднегодовое количество атмосферных осадков составляет 393 мм.
Часовой пояс
Село Булгаково, как и вся Оренбургская область, находится в часовой зоне МСК+2. Смещение применяемого времени относительно UTC составляет +5:00.

## История
Село основано в 1755 году помещиком Иваном Булгаковым и было названо по фамилии основателя. После строительства Сергиевского храма получило второе название — Сергиевское.

## Население
| 2003 | 2010 |
| ---- | ---- |
| 129  | ↘85  |

Гендерный состав
По данным Всероссийской переписи населения 2010 года в гендерной структуре населения мужчины составляли 52,9 %, женщины — соответственно 47,1 %.
Национальный состав
Согласно результатам переписи 2002 года, в национальной структуре населения русские составляли 95 % из 133 чел.

## Известные уроженцы
- Макеев, Владимир Васильевич (1925—1986) — советский военный деятель, майор. Полный кавалер ордена Славы.